# Hajime Hosogai
Hajime Hosogai (細貝 萌), né le 10 juin 1986 à Maebashi (Gunma) est un footballeur international japonais. Il occupe le poste de défenseur ou bien celui d'ailier droit à Bangkok United.

## Biographie
Après avoir été diplômé de l'école secondaire en 2005, Hosogai intègre l'équipe professionnelle des Urawa Red Diamonds. Avec son premier club, il remporte de nombreux titres notamment une Ligue des champions de l'AFC en 2007. 
Hosogai inscrit son premier but en championnat le 26 octobre 2008 contre l'Albirex Niigata (0-1). Il inscrit un nouveau but lors de la défaite face au Yokohama Marinos (1-6).
Après 6 saisons passées chez Urawa Red Diamonds, le jeune japonais part pour l'Europe. Le 23 décembre 2010, après s'être fait repéré pendant la Coupe d'Asie, il s'engage pour quatre saisons et demie avec le Bayer Leverkusen. Il est aussitôt prêté jusqu'à la fin de la saison au FC Augsburg.

### Sélection
Hosogai fait ses débuts en équipe nationale avec les U23, il participe au Tournoi de Toulon et aux Jeux Olympiques de Pékin 2008.
Il faut attendre 2010 pour qu'il se fasse sélectionner en équipe sénior. Hosogai dispute le match amical contre le Paraguay (1-0) en tant que titulaire. Toujours en amical, il dispute toute la rencontre face au Guatemala (2-1) puis 20 minutes lors du nul face à la Corée du Sud (0-0).
Le sélectionneur Alberto Zaccheroni décide de le prendre pour la Coupe d'Asie 2011. Hosogai marque son premier but en sélection contre la Corée du Sud (2-2) durant les demi-finales. Il ne prend pas part à la finale mais remporte son premier trophée avec le Japon.

## Palmarès
Urawa Red Diamonds :
- Champion du Japon en 2006
- Vainqueur de la Coupe de l'Empereur en 2005, 2006
- Vainqueur de la Supercoupe du Japon en 2006
- Vainqueur de la Ligue des champions de l'AFC en 2007

Équipe nationale :
- Vainqueur de la Coupe d'Asie 2011